# Spermophora vyvato
Spermophora vyvato là một loài nhện trong họ Pholcidae. Loài này được phát hiện ở Madagascar.